# Phyllodonta obscura
Phyllodonta obscura är en fjärilsart som beskrevs av Paul Dognin 1904. Phyllodonta obscura ingår i släktet Phyllodonta och familjen mätare. Inga underarter finns listade i Catalogue of Life.